# Трейбал, Карел
Карел Трейбал (чеш. Karel Treybal, 2 февраля 1885 — 2 октября 1941) — чехословацкий шахматист.
Трейбал был юристом по образованию и работал председателем окружного суда в городке Велвары к северо-западу от Праги. Трейбал был сильным шахматистом-любителем. Его высшим достижением был делёж 6—7 места с Нимцовичем в карлсбадском турнире 1923 года в полутора очках позади первых трёх призёров. В этом турнире он победил будущего чемпиона мира Алехина. Он играл за Чехословакию на трёх шахматных олимпиадах: в 1930 году в Гамбурге, в 1933 году в Фолкстоне и в 1935 году в Варшаве. На олимпиаде в Фолкстоне сборная Чехословакии заняла второе место.
Во время немецкой оккупации Трейбал продолжал работать судьёй. 30 мая 1941 года он был арестован по обвинению в незаконном хранении оружия. 2 октября суд приговорил его к смерти, в тот же день Трейбал был казнён. Место его захоронения неизвестно.